# Cyber Team in Akihabara
Cyber Team in Akihabara (アキハバラ電脳組, Akihabara Dennō Gumi) est une série d'anime et manga créée par Tsukasa Kotobuki et Satoru Akahori. Son genre peut être mieux décrite comme étant une fusion des genres magical girl, mecha et moe.[réf. nécessaire] La série de télévision a été diffusée à partir le 4 avril 1998 au 26 septembre 1998 sur TBS et a couru pour 26 épisodes. Il a été libéré dans la États-Unis par ADV Films. Un film de 1 heure animation vedette de la série a ensuite été libéré au Japon intitulé Cyber Team in Akihabara: Summer Days of 2011; contrairement à la série du film a été produit par Production IG. Le spectacle a un tableau de caractères, nombre d'entre eux sont nommés d'après des oiseaux, dieux et vilains des mythes réels.

## Histoire
En 2010, à Tokyo, une espèce de peluche mécanique appelé "PataPi, jouets pour les enfants avec une intelligence artificielle limitée, se transformant en un désert entre les Japonais de petite taille. Hibari Hanakoganei, une fille de douze ans d'Akihabara, voudrais un aussi, mais ses parents refusent d'en acheter un. Dans le même temps, elle a toujours rêvé d'un prince étrange en blanc. Un jour, elle semble voir le garçon de ses rêves sous un arbre, et se précipite immédiatement pour lui. Mais pas vraiment trouver quelque chose, sauf une PataPi tombé dans ses mains dans le ciel. Heureux comme une palourde, Hibari baptise son PataPi Den-suke. Le jour suivant Hibari est agressé par une femme étrange qui lui veut à tout Densuke coûts. Lorsque Hibari va s'aggraver, Densuke se transforme en un puissant guerrier qui ressemble incroyablement à Hibari. La femme loin et a défendu la «maîtresse» Densuke redevenir un simple PataPi. Commencez la journée par Hibari, une incroyable aventure qui va l'amener à connaître d'autres filles qui ont eu l'étrange cadeau PataPi mutants, et qui constituera le «Cyber Team in Akihabara».

## Personnages
- Hibari Hanakoganei - Ryouka Shima
- Suzume Sakurajosui - Kozue Yoshizumi
- Tsugumi Higashijujo - Yuu Asakawa
- Kamome Sengakuji - Miki Nagasawa
- Tsubame Ootorii - Megumi Hayashibara
- Washu Ryugasaki/Christian Rosenkreuz - Hirotaka Suzuoki
- Jun Goutokuji - Chieko Honda
- Hatoko Daikanyama - Yumi Kakazu
- Soshigawa Miyama - Sakiko Tamagawa
- Cigogne Raispaile - Takuro Kitagawa
- Crane Van Streich - Kappei Yamaguchi

## Mecha

### Divas
- Aphrodite - nommée dans Aphrodite
- Hestia - nommée dans Hestia
- Athena - nommée dans Athéna
- Amphitrite - nommée dans Amphitrite
- Erinyes - nommée dans Érinyes

### Homunculus
- Homoncule

### Avatars
Les Avatars sont:
- Cerberus - nommé dans Cerbère
- Skeleton - nommé dans Skeleton
- Cockatrice - nmomé dans Cocatrix
- Cyclops - nommé dans Cyclope

### Apôtres
Les Apôtres sont:
- Astaroth - nommé dans Astaroth
- Asmodeus - nommé dans Asmodée
- Beelzebub - nommé dans Belzébuth
- Lucifer - nommé dans Lucifer

## Musique
- Thème d'ouverture

Birth chanté par Masami Okui
- Thème de fin

Taiyou no Hana chanté par Masami Okui

## Le film
C'est l'été de 2011, et les filles bénéficient du Cyber Team durant l'été séparément, mais une menace pour leur ville d'Akihabara les oblige à répondre. La menace est à partir du satellite artificiel "Primm Mobile" qui veut conquérir l'univers. Pour ce faire, cependant, le satellite doit saisir le premier PataPi, les combattants puissants que tous les jouets fille avec lui. Va Hibame et les autres filles de l'équipe de Cyber échapper une fois de plus.